# NGC 1705
NGC 1705 (również PGC 16282) – karłowata galaktyka nieregularna (Im?), znajdująca się w gwiazdozbiorze Malarza. Odkrył ją 5 grudnia 1834 roku John Herschel. Jest położona w odległości około 17 milionów lat świetlnych.
Jest to galaktyka gwiazdotwórcza. Młode, niebieskie, gorące gwiazdy są skoncentrowane bliżej centrum galaktyki, zaś starsze, czerwone i chłodniejsze są bardziej rozproszone. Gwiazdy powstawały w tej galaktyce przez cały okres jej istnienia, ale ostatni gwałtowny wzrost aktywności gwiazdotwórczej nastąpił około 26-31 milionów lat temu.
NGC 1705 jest zdominowana przez ciemną materię.